# 1972年バスケットボール女子アジア選手権
1972年バスケットボール女子アジア選手権（The 4th Basketball Asia Championship for Women ）は、台湾の台北市で開催された第4回バスケットボールアジア女子選手権。11月18日から28日までの期間で開催された。
韓国が2大会ぶり3度目の優勝。前回優勝の日本は出場せず、出場国も5ヶ国のみであった。

## 最終結果
| 順位 | 国           |
| ---- | ------------ |
| 1    | 韓国         |
| 2    | 台湾         |
| 3    | タイ         |
| 4    | インドネシア |
| 5    | 香港         |